# Rege al Atenei
Înainte de democrația ateniană, tirani și archoni, orașul-stat Atena a fost condus de regi. Cei mai mulți dintre aceștia sunt, probabil, mitici sau doar semi-istorici. Această listă se bazează pe informațiile date de Eusebiu din Cezareea. 

## Primii regi
Sunt doi regi care apar înainte de potopul lui Deucalion. 
- Ogygus (Rege în Agea, nu al Atenei)
- Actaeus

## Erehtizi sau Cecropizi
Cecrops I a fost considerat primul rege adevărat din Atena, deși el a fost un legendar jumătate-om jumătate șarpe. Datele despre regii se bazează pe presupuneri din următoarele secole. 
- Cecrops I 1556 - 1506 î.Hr.
- Cranaus 1506 - 1497 î.Hr.
- Amphictyon 1497 - 1487 î.Hr.
- Erichthonius 1487 - 1437 î.Hr.
- Pandion I 1437 - 1397 î.Hr.
- Erechtheus 1397 - 1347 î.Hr.
- Cecrops al II-lea 1347 - 1307 î.Hr.
- Pandion al II-lea 1307 - 1282 î.Hr.
- Aegeus 1282 - 1234 î.Hr.
- Theseus 1234 - 1204 î.Hr. (sau 1213 î.Hr.)
- Menestheus 1204 - 1181 î.Hr. (sau 1213 - 1191 î.Hr.)
- Demophon 1181 - 1147 î.Hr.
- Oxyntes 1147 - 1135 î.Hr.
- Apheidas 1135 - 1134 î.Hr.
- Thymoetes 1134 - 1126 î.Hr.

## Melanthids sau Codridae
- Melanthus 1126 - 1089 î.Hr.
- Codrus 1089 - 1068 î.Hr.

După moartea lui Codrus, moștenitorii săi au încetat să mai fie regi, și au devenit archoni ereditari. În 753 î.Hr. sistemul de conducere cu archoni ereditari a fost înlocuit cu un sistem non-ereditar.